# Terpsiphone mutata
El monarca colilargo malgache (Terpsiphone mutata) es una especie de ave paseriforme de la familia Monarchidae propia de Comoras, Madagascar y Mayotte.
Sus hábitats naturales son los bosques secos de tierras bajas subtropicales o tropicales.

## Sistemática
Se cree que el monarca colilargo malgache evolucionó a partir de ancestros africanos, ya que parece muy relacionado con el  Terpsiphone viridis que con el Terpsiphone paradisi.  Existen seis subespecies reconocidas, que apenas difieren en su apariencia.
- T. m. singetra, descrita por Finn Salomonsen en 1933, se lo encuentra en el norte, este y oeste de Madagascar.[4]
- T. m. mutata, descrita por Linnaeus en 1766, se lo encuentra en el este y en la meseta elevada de Madagascar.[4]
- T. m. comorensis (a veces mal escrito comoroensis), descrita por Alphonse Milne-Edwards y Émile Oustalet en 1885, se lo encuentra en  Gran Comora.[4]
- T. m. voeltzkowiana, descrita por Gustav Stresemann en 1924, se lo encuentra en Mohéli.[4]
- T. m. vulpina, descrita por Edward Newton en 1877, se lo encuentra en Anjouan.[4]
- T. n. pretiosa, descrita por René Primevère Lesson en 1847, se lo encuentra en Mayotte.[4]

## Descripción

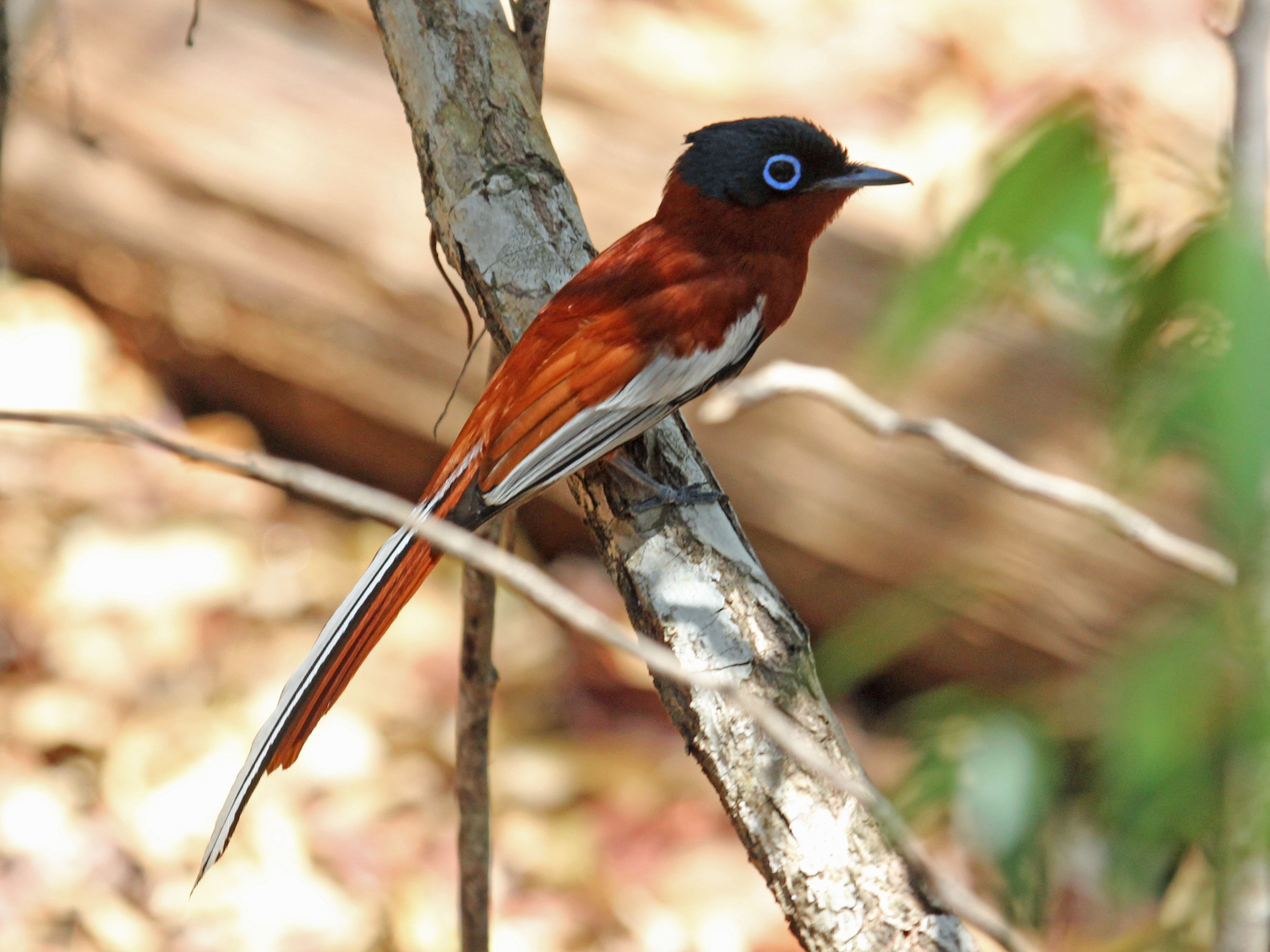
Hembra de monarca colilargo malgache.

El monarca colilargo malgache es un ave paseriforme de tamaño mediano, mide unos 18 cm de largo y pesa entre 12.1 a 12.3 gr.  Los machos poseen largas plumas de cola, que pueden llegar a medir hasta 18 cm de largo. La hembra es de color rufo-anaranjado, con cabeza y nuca negros.  Las plumas de vuelo en sus alas son negras con bordes rufos, y ella tiene una delgada, franja color celeste en el párpado.

## Zona donde mora y hábitat
Esta especie es endémica de Madagascar, Mayote y las islas Comoros. Es una especie común en todos los tipos de bosques nativos excepto los bosques montanos, en alturas desde el nivel del mar hasta 1600 m. También se presenta aunque con menos frecuencia en zonas boscosas, incluidas plantaciones, jardines y bosques secundarios.